# Hermann Dieckmann (Politiker)
Hermann Dieckmann (* 25. Dezember 1885 in Klausdorf-Holtenau; † 9. Oktober 1957) war ein deutscher Politiker der CDU.

## Leben
Dieckmann war von Beruf Landwirt. Danker und Lehmann-Himmel charakterisieren ihn, der der NSDAP nicht angehört hatte, in ihrer Studie über das Verhalten und die Einstellungen der Schleswig-Holsteinischen Landtagsabgeordneten und Regierungsmitglieder der Nachkriegszeit in der NS-Zeit als inneren Emigranten.
Nach dem Zweiten Weltkrieg trat Dieckmann der CDU bei und war von 1950 bis 1954 Mitglied des Schleswig-Holsteinischen Landtags. Er vertrat den Landtagswahlkreis Eckernförde im Parlament.